# Góra Łabudowa
Góra Łabudowa, Łabudowska (870 m) – niewybitny szczyt w masywie Dzwonkówki w Beskidzie Sądeckim.

## Topografia
Góra Łabudowa jest jednym z wierzchołków bocznego, południowego grzbietu odchodzącego od głównego grzbietu Pasma Radziejowej na wysokości Dzwonkówki. W grzbiecie tym kolejno wyróżnia się wierzchołki: Wisielec (870 m), Góra Łabudowa (870 m), Załamki (730 m), Kuśmierzówka (705 m), Biała Góra (681 m) i Góra Ciżowa (649 m). Grzbiet ten znajduje się między dolinami potoków: od zachodu Zakijowskiego (Potoku Kozłeckiego), wpadającego do Dunajca i od wschodu Skotnickiego, wpadającego do Grajcarka.
Nazwa Góry Łabudowej jest historyczna, pochodzi od nazwiska Łabuda. Szczyt znajduje się w odległości zaledwie 320 m na południe od Wisielca. Przez szczyty te biegnie granica między Krościenkiem nad Dunajcem i Szczawnicą w województwie małopolskim, w powiecie nowotarskim. Dawniej na południowym stoku Góry Łabudowej znajdowały się polany Jasinówka i Polana Gabudowska, ale już zarosły lasem i cała Góra Łabudowa jest porośnięta lasem. Po II wojnie światowej w lasach państwowych praktykowano obowiązkowe zalesianie polan, gdyż uznawano je za nieużytki.
Góra Łabudowa znajduje się na terenie Popradzkiego Parku Krajobrazowego i nie prowadzi przez nią żaden znakowany szlak turystyczny, ale od należącego do Szczawnicy osiedla Padoły Szczawnickie grzbietem prowadzi ścieżka, którą można dojść do czerwonego Głównego Szlaku Beskidzkiego (odcinek z Krościenka nad Dunajcem na Dzwonkówkę).